# Teodolinda
Teodolinda ou Teodolina (570 – 628) foi rainha dos lombardos, filha do duque Garibaldo I da Baviera.

## Biografia
Casou-se primeiro em 588 a Autário, rei dos lombardos, filho do rei Clefo; Autário morreu em 590, e Teodolinda pôde escolher Agilolfo como seu próximo marido e sucessor de Autário no ano seguinte. Passou então a exercer muita influência na restauração do cristianismo niceno (até então hegemônico, e dividido em 1054 pelo Grande Cisma em catolicismo romano e ortodoxia oriental) a uma posição de primazia na Itália, contra seu rival, o cristianismo ariano.

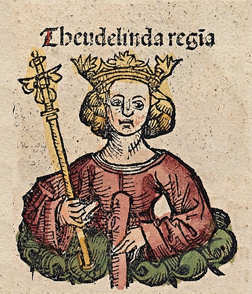
Rainha Teodolinda
Crônica de Nuremberg

Após a conversão de Agilulfo à fé católica, Teodolinda passou a construir igrejas na Lombardia e na Toscana, entre elas a Catedral de Monza e o primeiro Batistério de Florença, todos dedicados a João Batista.
No célebre tesouro de Monza estão a Coroa de Ferro, e a theca persica ("caixa persa"), que contém um texto do Evangelho segundo João enviado pelo papa Gregório I (590-604) a Teodolinda por meio de seu filho, Adaloaldo. Outro dos presentes do papa à rainha lombarda foi um encolpion (relicário) em forma de cruz, que supostamente contém um pedaço da cruz onde foi crucificado Jesus.

## Artes
A história da rainha e suas ligações com a célebre Coroa de Ferro da Lombardia estão ilustradas nos afrescos pintados na Capela de Teodolina, na Catedral de Monza, de autoria de Ambrogio e Gregório Zavattari (1444).